# Die Nacht der 1000 Stunden
Die Nacht der 1000 Stunden ist ein österreichisch-luxemburgisch-niederländischer Spielfilm des österreichischen Regisseurs Virgil Widrich.

## Handlung
Eine Familie, eine Nacht, ein Mord und eine verbotene Leidenschaft. Als die Familie Ullich zusammenkommt und ihre verstorbenen Vorfahren erscheinen, überschlagen sich in ihrem Wiener Palais die Ereignisse. Während der junge Philip mit seinem Cousin um die Kontrolle über das Familienunternehmen kämpft, enthüllen die verstorbenen Vorfahren, wie die Ullichs gelebt und geliebt haben.
In dem Moment, als Erika Bode ihre Anteile an der Firma Ullich an Philip Ullich verkaufen will, um ihren Sohn Jochen, der schlagender Burschenschafter geworden ist, zu enterben, stirbt sie. Doch nur wenige Minuten später ist sie offensichtlich wieder lebendig und unterschreibt doch noch den Übergabevertrag. Dies ist der Auslöser für zahlreiche weitere Auferstehungen. Immer mehr Vorfahren der Ullichs erscheinen, in etwa in dem Alter, in dem sie gestorben sind, und in der völligen Aufhebung von Zeit wird die Entstehungsgeschichte des Ullichschen Vermögens enttarnt.
Außerdem verliebt sich Philip in seine schöne, jung verstorbene Großmutter – was Jochen zu der Frage veranlasst, ob Inzest oder Nekrophilie schlimmer sei.
Insgesamt werden etwa 50 "Vorfahren" sichtbar, von denen nicht weniger Einfluss auf das Geschehen in der Gegenwart nehmen.

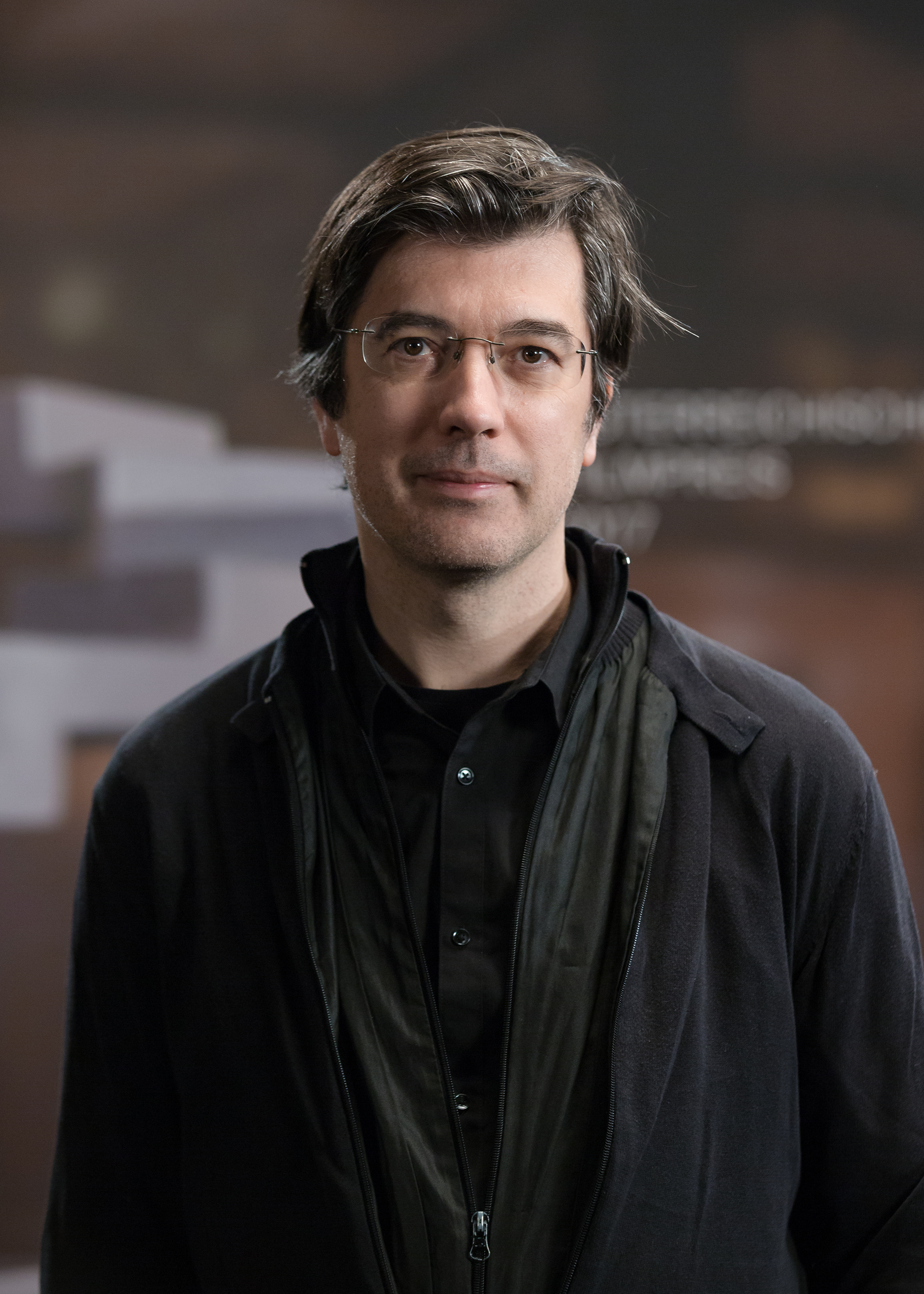
Virgil Widrich (Österreichischer Filmpreis 2017)

## Entstehung
Virgil Widrich begann bereits im Jahr 2007 mit der Arbeit an dem Drehbuch, das damals noch den Arbeitstitel „Die Revolution“ trug. 2008 übernahm die Amour Fou Filmproduktion Finanzierung und Herstellung des Films. Nach der Finanzierung und einer Teilnahme am Drehbuchprogramm Sources2 entstanden bis 2013 weitere Drehbuchfassungen. Dramaturgische Berater waren zwischen 2009 und 2012 Luise Gough und der französische Autor Jean-Claude Carrière. Die Dreharbeiten fanden zwischen dem 15. Januar und dem 28. Mai 2015 in Wien, Luxemburg (Studio Filmland Kehlen) und Italien statt. Bild- und Tonschnitt, Musikkomposition, Tonmischung und Lichtbestimmung dauerten insgesamt ein Jahr, so dass der Film am 25. Mai 2016 fertiggestellt war. Den Vertrieb übernahm das Berliner Unternehmen Picture Tree International.
Der Film hatte am 10. Oktober 2016 beim Busan International Film Festival Uraufführung. Der Kinostart in Österreich erfolgte am 18. November 2016. Am 23. Januar 2017 eröffnete der Film in Saarbrücken das 38. Filmfestival Max Ophüls Preis. Beim Österreichischen Filmpreis 2017 wurden Widrich für das beste Drehbuch und Alette Kraan für des beste Kostümbild nominiert.